# NGC 4459
NGC 4459 est une galaxie lenticulaire située dans la constellation de la Chevelure de Bérénice. NGC 4459 a été découverte par l'astronome germano-britannique William Herschel en 1787.

## Caractéristiques
NGC 4459 renferme des régions d'hydrogène ionisé. De plus, c'est une galaxie LINER, c'est-à-dire une galaxie dont le noyau présente un spectre d'émission caractérisé par de larges raies d'atomes faiblement ionisés.

### Distance
Sa vitesse par rapport au fond diffus cosmologique est de1 518 ± 23 km/s, ce qui correspond à une distance de Hubble de 22,40 ± 1,61 Mpc (∼73,1 millions d'al).
À ce jour, 18 mesures non basées sur le décalage vers le rouge (redshift) donnent une distance de 15,989 ± 3,043 Mpc (∼52,1 millions d'al), ce qui est tout juste à l'extérieur des valeurs de la distance de Hubble. Cette galaxie, comme plusieurs de l'amas de la Vierge, est relativement rapprochée du Groupe local et on obtient souvent une distance de Hubble très différente en raison de leur mouvement propre dans le groupe où dans l'amas où elles sont situées. La distance de 15.989 Mpc est peut-être plus près de la réalité. Selon ces deux mesures, NGC 4459 se dirige vers le centre de l'amas en direction opposée à la Voie lactée. Notons que c'est avec la valeur moyenne des mesures indépendantes, lorsqu'elles existent, que la base de données NASA/IPAC calcule le diamètre d'une galaxie.

## Morphologie
NGC 4459 a été utilisée par Gérard de Vaucouleurs comme une galaxie de type morphologique SA0+(r) dans son atlas des galaxies.

### Le centre de la galaxie

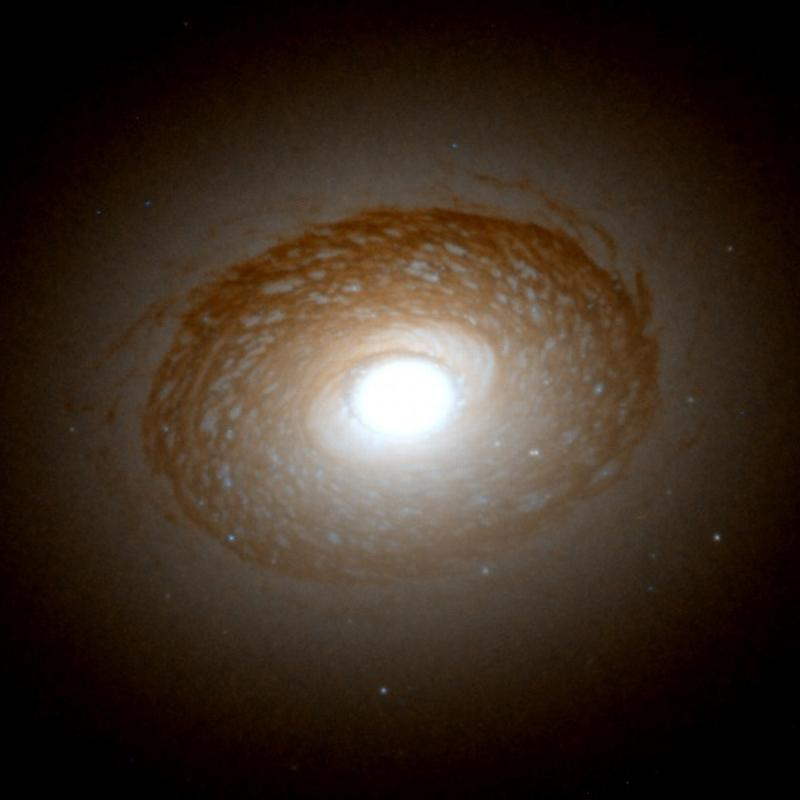
Le centre de NGC 4459 par le télescope spatial Hubble.

L'image provenant du télescope spatial Hubble montre d'extraordinaires détails du disque qui entoure le noyau de cette galaxie. Ce disque renferme des gaz moléculaires et des indices montrent que des étoiles naissent dans celui-ci.
De plus en 2010, grâce aux observations du télescope spatial Hubble, on a détecté deux disques de formation d'étoiles autour du noyau de NGC 4459. La taille du demi-grand axe du premier disque est 160 pc (~520 années-lumière) et celle du second est de 630 pc (~2050 années-lumière).

## Trou noir supermassif
Selon une étude réalisée auprès de 76 galaxies par Alister Graham en 2008, le bulbe central de NGC 4459 renferme un trou noir supermassif dont la masse est estimée à (7,0 ± 1,3) × 107 {\displaystyle M_{\odot }}.
Selon une autre étude publiée en 2009 et basée sur la vitesse interne de la galaxie mesurée par le télescope spatial Hubble, la masse du trou noir supermassif au centre de NGC 4459 serait comprise entre 30 et 240 millions de {\displaystyle M_{\odot }}.

## Amas globulaires
Selon une étude publiée en 2008 et basée sur les observations réalisées avec le télescope spatial Hubble, le nombre d'amas globulaires dans NGC 4459 (VCC 1154 (Virgo Cluster Catalog) dans l'article) est estimé à 218 ± 28.

## Groupe de M87, de M60 et l'amas de la Vierge
Selon A.M. Garcia, NGC 4459 est membre du groupe de M87 (NGC 4486). Ce groupe de galaxies comprend au moins 96 membres, dont 53 apparaissent au New General Catalogue et 17 à l'Index Catalogue.
D'autre part, la plupart des galaxies du New General Catalogue, dont NGC 4459, et seulement quatre de l'Index Catalogue du groupe de M87 apparaissent  dans une liste de 227 galaxies d'un article publié par Abraham Mahtessian en 1998. Cette liste comporte plus de 200 galaxies du New General Catalogue et une quinzaine de galaxies de l'Index Catalogue. On retrouve dans cette liste 11 galaxies du Catalogue de Messier, soit M49, M58, M60, M61, M84, M85, M87, M88, M91, M99 et M100.
Toutes les galaxies de la liste de Mahtessian ne constituent pas réellement un groupe de galaxies. Ce sont plutôt plusieurs groupes de galaxies qui font tous partie d'un amas galactique, l'amas de la Vierge. Pour éviter la confusion avec l'amas de la Vierge, on peut donner le nom de groupe de M60 à cet ensemble de galaxies, car c'est l'une des plus brillantes de la liste. L'amas de la Vierge est en effet beaucoup plus vaste et compterait environ 1300 galaxies, et possiblement plus de 2000, situées au cœur du superamas de la Vierge, dont fait partie le Groupe local,.
De nombreuses galaxies de la liste de Mahtessian se retrouvent dans onze groupes décrits dans un article d'A.M. Garcia, soit le groupe de NGC 4123 (7 galaxies), le groupe de NGC 4261 (13 galaxies), le groupe de NGC 4235 (29 galaxies), le groupe de M88 (13 galaxies, M88 = NGC 4501), le groupe de NGC 4461 (9 galaxies), le groupe de M61 (32 galaxies, M61 = NGC 4303), le groupe de NGC 4442 (13 galaxies), le groupe de M87 (96 galaxies, M87 = NGC 4486), le groupe de M49 (127 galaxies, M49 = NGC 4472), le groupe de NGC 4535 (14 galaxies) et le groupe de NGC 4753 (15 galaxies). Ces onze groupes font partie de l'amas de la Vierge et ils renferment 396 galaxies. Certaines galaxies de la liste de Mahtessian ne figurent cependant dans aucun des groupes de Garcia et vice versa.